# Джанполадян, Левон Михайлович
Левон Михайлович Джанполадян (арм. Լևոն Միքայելի Ջանպոլադյան; 1912—1997) — советский и армянский учёный-технолог, специалист в области армянского виноделия, доктор технических наук, профессор, член-корреспондент АН АрмССР (1971), действительный член АН Армении (1994). Заслуженный деятель науки Армянской ССР (1967).

## Биография
Родился 1 июля 1912 года в Эривани.
С 1931 по 1936 год обучался в Тимирязевской сельскохозяйственной академии, с 1936 по 1939 год обучался в аспирантуре этой академии.
С 1936 года на научно-исследовательской работе в НИИ виноградарства, виноделия и плодоводства АН АрмССР в качестве научного и старшего научного сотрудника, с 1948 по 1963 и с 1994 по 1997 год — заведующий отделом виноделия этого научного института.
С 1940 по 1948 годы — Народный комиссар (Министр) Пищевой промышленности Армянской ССР. 
С 1962 по 1984 год на руководящей работе в центральном аппарате Министерства пищевой промышленности АрмССР в должности  заместителя министра и первого заместителя министра.

### Научно-педагогическая деятельность и вклад в науку
Основная научно-педагогическая деятельность Л. М. Джанполадян была связана с вопросами в области истории виноделия и коньячного производства в Армении, занимался изучением вопросов научных основ технологии и химии процессов созревания виноградных спиртов, в том числе коньяка и вина, занимался исследованием качественного состава ассортимента винограда как сырья для производства виноделия и использования отходов виноделия. Л.М. Джанполадян разработал и внедрил промышленную технологию выдерживания коньячных спиртов в емкостях из нержавеющей стали с использованием дубовой щепы.
Л. М. Джанполадян являлся создателем новых марок вин.
В 1940 году защитил кандидатскую диссертацию, в 1966 году защитил докторскую диссертацию на соискание учёной степени доктор технических наук по теме: «Исследование химико-технологических основ производства коньяка». В 1957 году ему присвоено учёное звание профессор. В 1971 году был избран член-корреспондентом АН АрмССР, в 1994 году — действительным членом НАН Армении. Л. М. Джанполадяном было написано более ста тридцати научных работ, в том числе двух монографий и пятнадцать изобретений.
Скончался 5 октября 1997 года в Ереване.

## Основные труды
- Виноделие Венгрии / Гос. науч.-техн. ком-т Совета Министров Арм. ССР. - Ереван : Ред. науч.-техн. информации Совнархоза и ГНТК, 1959.
- Исследование химико-технологических основ производства коньяка : в 2-х томах. - Ереван, 1965. - 552 с.
- Очерки развития отечественного коньячного производства / Науч.-исслед. ин-т виноградарства, виноделия и плодоводства М-ва сел. хоз-ва Арм. ССР. - Ереван : Айастан, 1966. - 146 с[4]

## Награды и звания
- Орден Трудового Красного Знамени
- Орден «Знак Почета»
- Заслуженный деятель науки Армянской ССР (1967)[2][3]